# 세키가와 고이치
세키가와 고이치(せきかわこういち, 關川浩一, 1969년 4월 1일 ~)는 일본의 야구 지도자, 전 야구 선수다. 아내는 아나운서 이에모리 사치코다.

## 학력
- 오사카토인고등학교
- 고마자와대학교 학사